# Antropologie ecologică
Antropologia ecologică este o ramură a antropologiei. Complexitatea problemelor de interrelații dintre om și natură a contribuit la apariția unei discipline separate, cu denumirea de antropoecologie, care prezintă știința despre crearea și sistematizarea  teoretică a cunoștințelor obiective privind realitatea. Existența unor astfel de probleme complexe în relațiile dintre om și natură stau la baza creării rețelei științifice în domeniu.